# Maya Rudolph
Maya Rudolph   (Gainesville, 27 de juliol de 1972) és una actriu i còmica estatunidenca. L'any 2000, Rudolph es va unir al repartiment del programa de comèdia d'esquetxos de l'NBC Saturday Night Live (SNL). Durant la seva incorporació al programa, va interpretar papers secundaris a les pel·lícules 50 primeres cites (2004), A Prairie Home Companion (2006) i Idiocracy (2006).
Després de deixar SNL el 2007, Rudolph va aparèixer en més pel·lícules, com Nens grans (2010) i la seva seqüela del 2013, La boda de la meva millor amiga (2011), Inherent Vice (2014), Sisters (2015), Life of the Party (2018) i Disenchanted (2022). Com a actriu de veu, els seus crèdits inclouen les pel·lícules d'animació Shrek Tercer (2007), Big Hero 6 (2014), Angry Birds: La pel·lícula (2016), Emoji: La pel·lícula (2017) i Luca (2021).
Rudolph va protagonitzar la comèdia de situació de l'NBC Up All Night (2011-2012) i va ser copresentadora del programa de varietats Maya & Marty (2016). Des del 2017, ha donat veu a diversos personatges de la comèdia animada Big Mouth, inclosa la Connie, que va guanyar els seus tres premis Primetime Emmy. Per la seva interpretació de la política Kamala Harris a SNL, Rudolph va guanyar el premi Primetime Emmy a la millor actriu convidada en una sèrie de comèdia. També va rebre tres nominacions als premis Primetime Emmy per interpretar com a jutgessa a la sèrie de comèdia The Good Place (2018-2020). El 2022, Rudolph va començar a ser productora executiva i protagonitzar la sèrie de comèdia Loot.